# 大阪府道131号岡町停車場線
大阪府道131号岡町停車場線（おおさかふどう131ごう おかまちていしゃじょうせん）は、大阪府豊中市を通る一般府道である。

## 概要
阪急宝塚本線 岡町駅から豊中市岡町北3丁目に至る。全区間が阪急宝塚本線の線路沿いを通っている。

### 路線データ
- 起点：豊中市岡町北3丁目（阪急宝塚本線 岡町駅）
- 終点：豊中市岡町北3丁目（兵庫県道・大阪府道99号伊丹豊中線交点）
- 総延長：326 m

## 地理

### 通過する自治体
- 大阪府
  - 豊中市

### 交差する道路
| 交差する道路                     | 交差する場所 | 交差する場所 |
| -------------------------------- | ------------ | ------------ |
| 兵庫県道・大阪府道99号伊丹豊中線 | 岡町北3丁目  | 終点         |

### 沿線
- 阪急宝塚本線 岡町駅
- 豊中警察署 岡町駅前交番
- 豊中商工会議所
- 豊中市立克明小学校